# 文教局 (琉球政府)
文教局（ぶんきょうきょく）は、琉球政府の行政事務部局のひとつ。教育関係を所管した。
発足当初から存在する行政事務部局であり、他の部局とは異なり合議制の行政委員会である中央教育委員会と協力して教育行政を担った。

## 所掌事務
文教局の所掌事務は以下の通りである（1972年5月14日現在）
- 中央教育委員会に関すること
- 琉球大学委員会との連絡調整に関すること
- 学校、地方教育委員会その他教育に関する機関に対し助言を与えること
- 教育、学芸及び文化の振興に関する調査及び研究に関すること
- 社会教育に関すること
- その他教育に関すること

## 組織
文教局の組織は以下の通りである（1972年5月14日現在）。外局および支分部局はなかった。

### 内部部局
- 総務部
  - 総務課
  - 経理課
  - 調査計画課
  - 福利課
  - 復帰対策室
- 管理部
  - 義務教育課
  - 高校教育課
  - 施設課
- 指導部
  - 指導課
  - 保健体育課
  - 社会教育課

### 附属機関
- 図書館
- 博物館
- 青年の家
- 沖縄史料編集所
- 教育研修センター
- 体育施設管理所

## 学校放送について
アメリカ統治下の沖縄では、宗教放送局である極東放送も含む全ての放送局で、テレビとラジオにおけるNHKと日本教育テレビ（NETテレビ）の学校放送を一社提供で放送していた。
NHKテレビ版は琉球放送で主に放送され、琉球放送が僅かに編成しきれなかった分を沖縄テレビ放送で放送した。沖縄放送協会（OHK）がテレビ1波で開局後も、文教局の関係でOHKで学校放送番組が編成されなかったため、復帰直後にNHK沖縄教育テレビジョンが開局するまで、前記2局で放送された。
NETテレビ版は、沖縄テレビのみで少なめのNHK版を補完する為にネットされていたが、民放番組のため復帰後も沖縄テレビに残り、NETの学校放送系列と同じ文部省にスポンサーが変更されている。そのことで沖縄テレビが民間放送教育協会（民教協）に加盟するきっかけとなっており、2002年3月31日までは単独加盟だった。
NHKラジオ版は琉球放送とラジオ沖縄で相互に、1970年代頃から復帰直前まで極東放送も加わり、3局相互に放送されていた。復帰直後は1ヶ月だけ当初の前2局のみでノースポンサーで放送され、復帰翌月にNHK沖縄ラジオ第2の開局まで放送された。